# Oligoplites palometa
Os peixes Oligoplites palometa são vulgarmente conhecidos como tibiro, tibiro-amarelo e guaivira assim como o Oligoplites saliens, de mesmo gênero.
Formam cardumes grandes, o que promove vantagens ao grupo, como proteção contra predadores.

## Características Morfológicas
São peixes cujas espinhas dorsais e anais têm glândulas venenosas. Essa espécie apresenta hábitos lepidofágicos, que consiste em engolir escamas de outros peixes.  Os adultos são carnívoros, enquanto os jovens de até 8,2 cm se alimentam principalmente de escamas de peixes maiores, também de crustáceos bentônicos e planctônicos e, em menor escala, de peixes menores e poliquetas. Os jovens de até 3,0 cm têm um padrão de cor marrom-escuro, e quando perto de fragmentos de plantas em decomposição, conseguem se camuflar. Sobre o fundo arenoso aberto, livre de detritos e de cor clara, estes têm um padrão contrastante de marrom amarelado e escuro, um exemplo de cores de alerta.

## Distribuição e habitat
A espécie Oligoplites palometa é característica do Atlântico Ocidental, em regiões como Lago Izabal, na Guatemala a leste de São Paulo, no Brasil. São peixes costeiros que vivem, sobretudo, nas águas doces ou salobras. Encontram-se comumente nos habitats como mangues, baías e estuários, ao longo de praias e ao redor de ilhas, preferindo águas turvas às mais claras. É importante citar ainda, que os adultos desta espécie são mais encontrados nas águas frescas e salobras e, na lama dos fundos de águas marinhas.

## Reprodução
A presença de machos nas águas costeiras é mais comum quando comparada à presença das fêmeas, pois estas fazem a desova longe da costa.
Os órgãos sexuais desses peixes, ovários e testículos, apresentam quatro estágios de desenvolvimento gonadal durante o ciclo reprodutivo: imaturo, em maturação, maduro e esvaziado.
- Imaturo: órgãos sexuais pequenos a translúcidos.
- Em maturação: órgãos ocupando 1/3 da cavidade celomática.
- Maduro: ocupando 2/3 da cavidade celomática.
- Esvaziado: ovários flácidos e testículos pequenos, ambos com aspecto hemorrágico.

## Alimentação
A espécie é considerada carnívora. Mais especificamente, por alimentarem-se exclusivamente de outros peixes, são classificados como piscívoros. Alta quantidade de espécimes encontrados em período de jejum corrobora essa ideia, visto que esse tipo de alimentação permite consumo direto de grande energia calórica e nutricional, não sendo necessária a constante busca por alimento. Não apresentam variação na dieta durante o ano, porém também podem se alimentar de crustáceos ocasionalmente.

## Adaptações defensivas
Indivíduos jovens, de até 30mm de comprimento, apresentam adaptações de defesa primária, ou seja, morfologicamente possuem caracteres constitutivos, de efeito anti-predatório. Utilizam-se do mimetismo que ocorre entre sua pele de coloração amarronzada e amarelada, o que os permite assemelhar-se a folhas decompostas. Ao longo de seu desenvolvimento, perdem esse caractere. Oligoplites palometa também apresenta defesa secundária, isto é, aquela atuante quando do confronto com o predador, em sua forma adulta (ação presente em todo o gênero Oligoplites). Apresentam, para tal fim, glândulas de veneno associadas a espinhos, os quais tornam-se proeminentes quando sofrem ações mecânicas. Há quatro espinhos presentes na nadadeira dorsal e dois, na nadadeira caudal. Tais espinhos estão envolvidos por uma fina bainha tegumentar, que se rompe facilmente ao contato, penetrando no tecido do predador e liberando o conteúdo tóxico.

## Propriedades nutricionais
Não é encontrado no comércio popularmente, sendo consumido atualmente apenas por populações costeiras. A captura é feita com rede de arrasto, rede de espera e linha de mão, sendo é uma espécie importante para a população de pescadores do litoral de Natal.
Estudos recentes feitos no Maranhão apontam para um forte potencial comercial de Oligoplites palometa, visto que sua carne possui propriedades nutritivas altas, mesmo quando o preparo é feito manualmente. Em geral, a venda em varejo de pescado é feita a partir de carne extraída mecanicamente para garantir maior aproveitamento nutricional, porém essa mecanização implica altos investimentos. Sabendo que a carne do tibiro é nutritiva mesmo quando a extração é manual corta custos e torna a espécie atraente para comércio em escala industrial.